# FourFortyFour South Flower
O FourFortyFour South Flower, anteriormente Citigroup Center, é um arranha-céu de 48 andares de 191 m (627 ft) de altura, localizado em Los Angeles, Califórnia. Quando concluído em 1981, foi o 5º maior edifício de Los Angeles. Atualmente é o 15º maior edifício de Los Angeles.
O prédio anteriormente era propriedade da Beacon Capital Partners, que comprou o imóvel em 2003 por US$ 170 milhões e, mais tarde, para a Broadway Partners Fund Manager, LLC de dezembro de 2006 a setembro de 2009.

## Principais inquilinos
- BP/ARCO
- Citigroup
- Wells Fargo Bank